# リトル・インディア

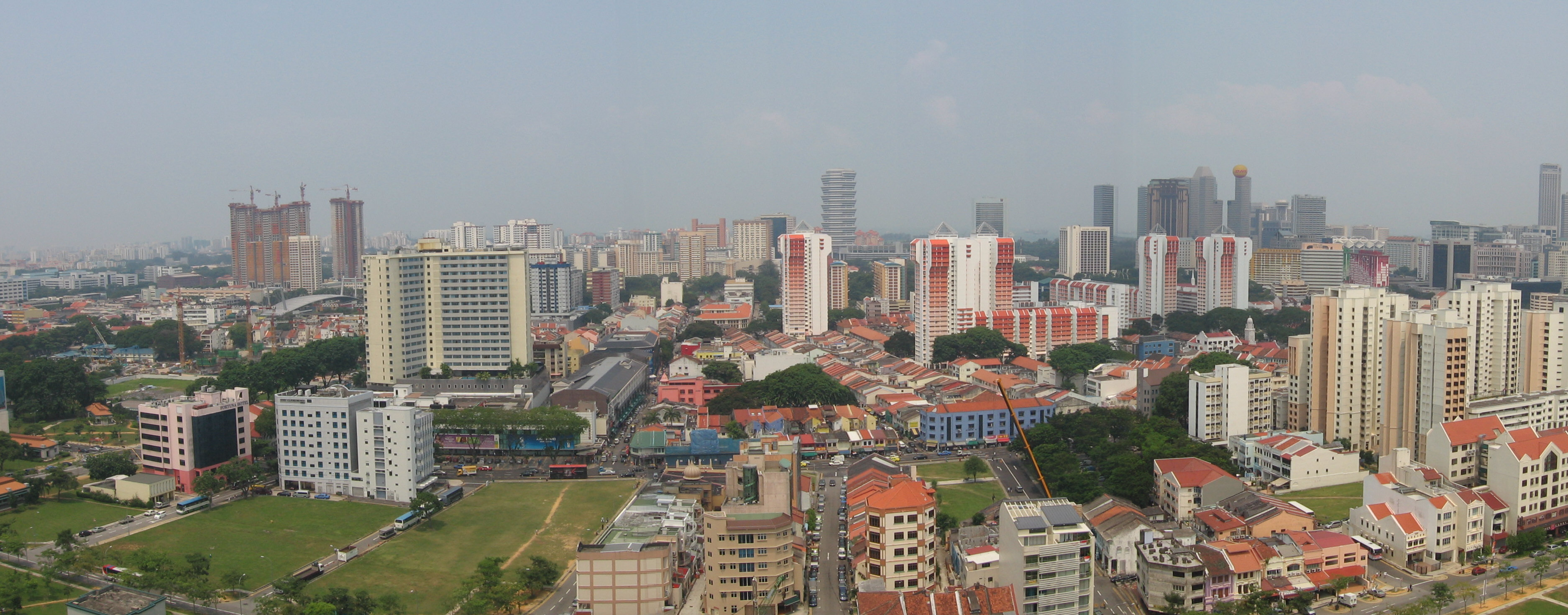
ファーラー・パークから見るリトル・インディアの全景

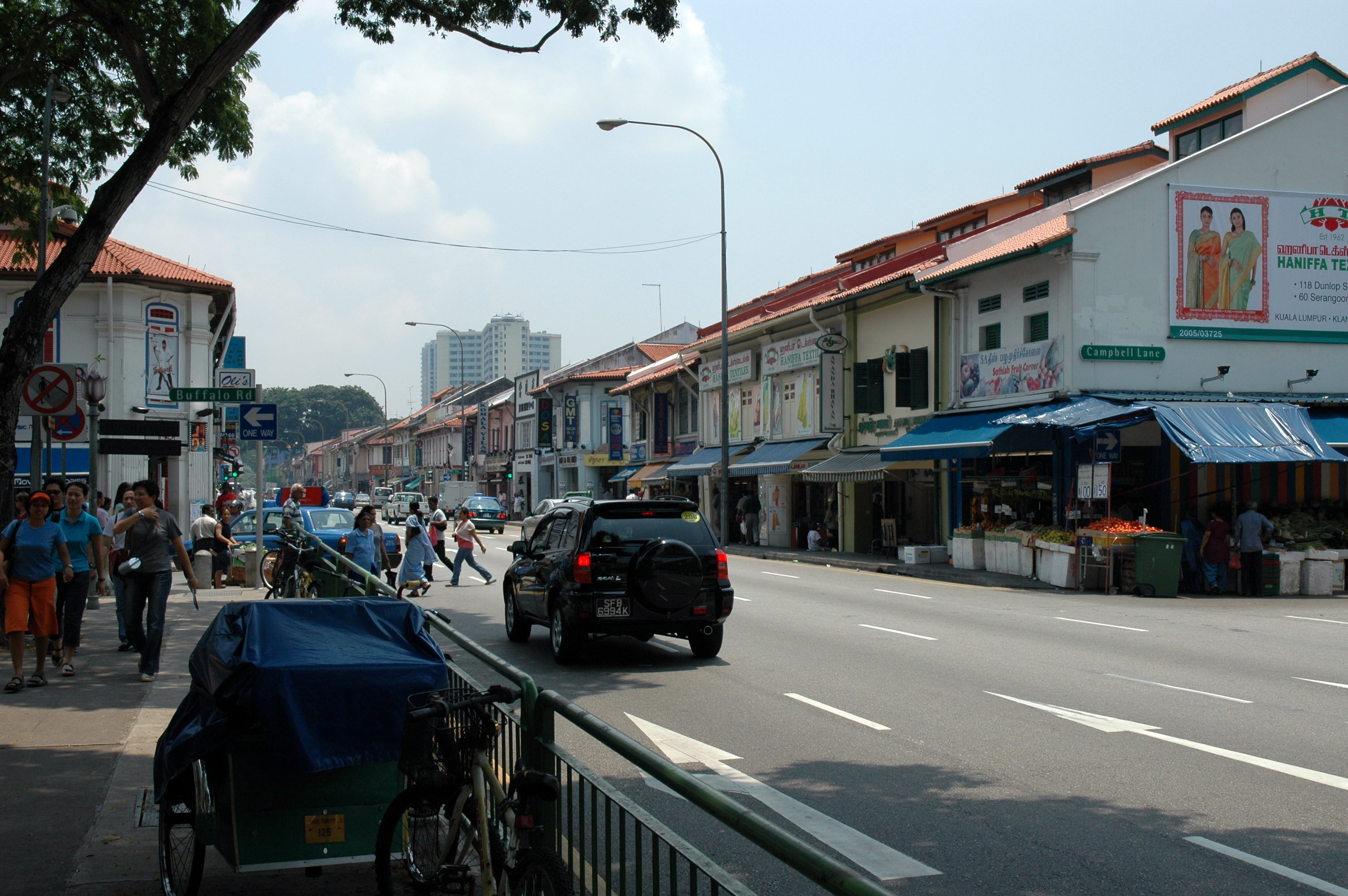
リトル・インディアの店

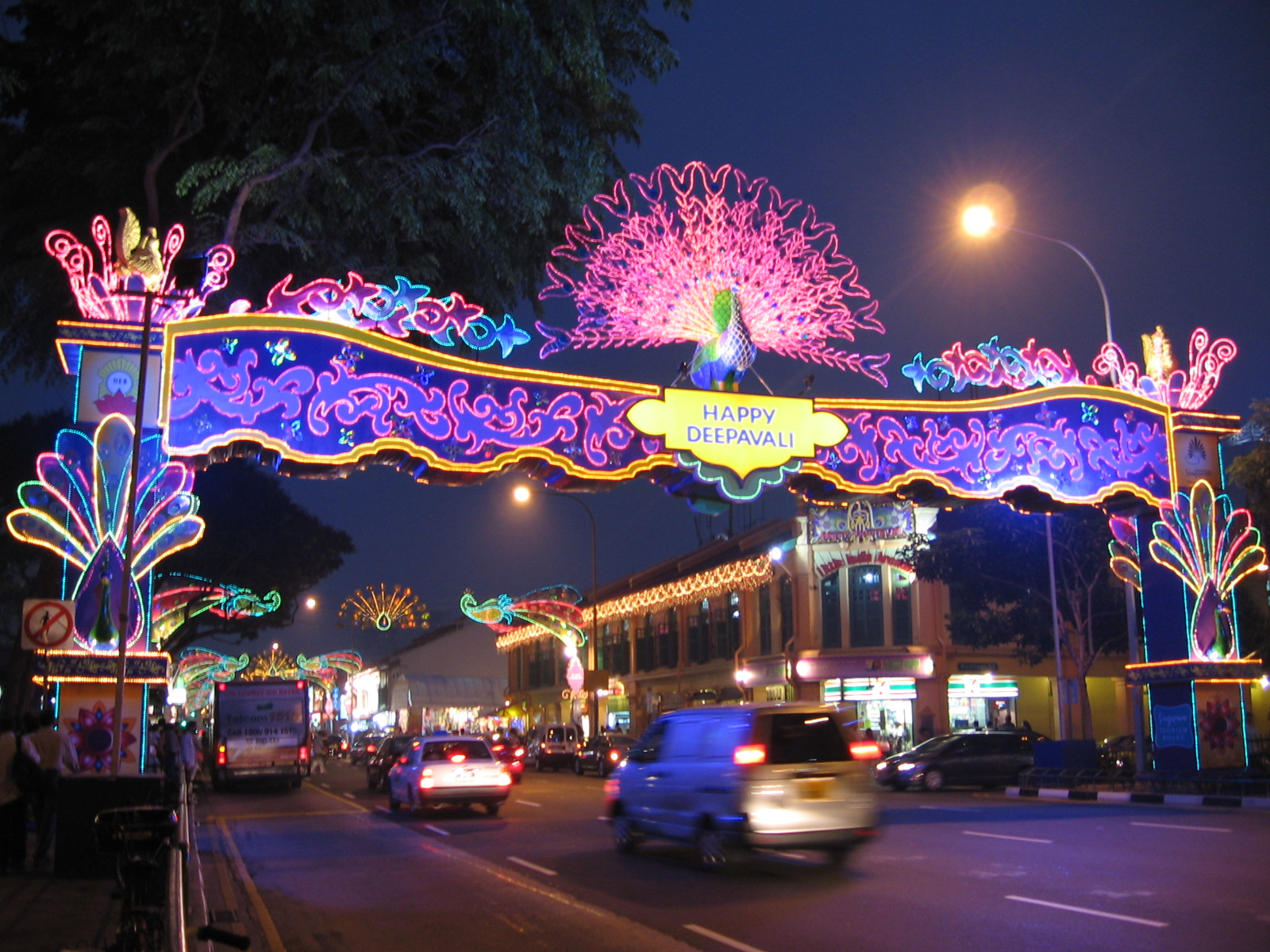
ディーワーリーを祝うリトル・インディア

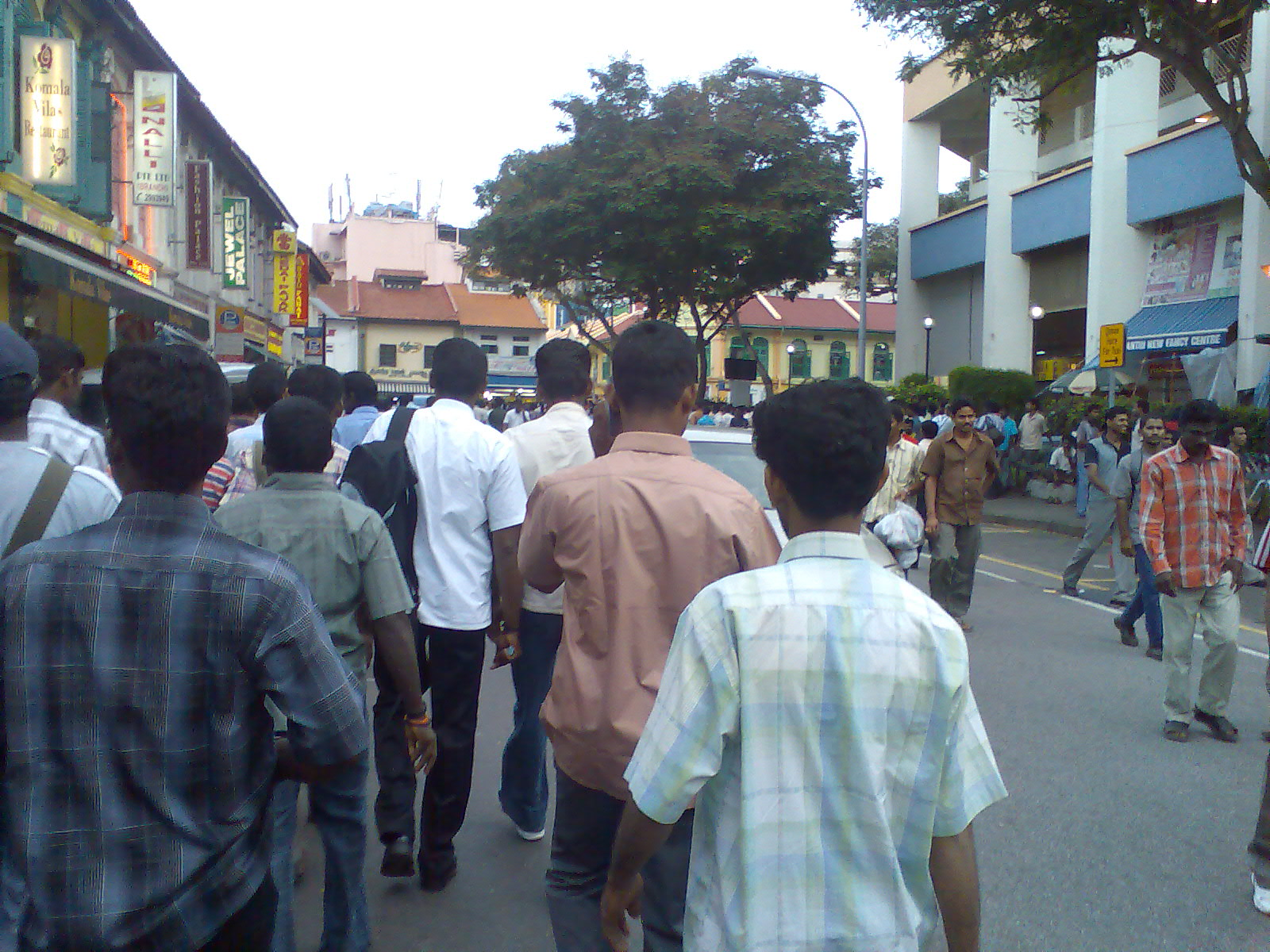
日曜日の賑やかな街

リトル・インディア（英語: Little India、タミル語: லிட்டில் இந்தியா）は、シンガポールのシンガポール川の東、ロコール運河の北側に位置する、セラングーン・ロードを中心とした、インド系のシンガポール人の居住地域である。
19世紀以降、イギリスの植民地だったシンガポールに同じくイギリス植民地のインドから大量のインド人が労働力として移民し、セラングーン・ロード付近に住み、現在のリトル・インディアが形成された。
リトル・インディアはインドの雰囲気を出していて、ヒンドゥー教寺院やインド料理レストラン、スパイスや雑貨、民族衣装などを販売するショップが並んでいる。
MRTリトル・インディア駅で降り、駅付近のセラングーン・ロードからバッファロー・ロードに入る。

## 2013年リトル・インディア暴動事件
2013年12月、南アジア出身者による暴動がリトル・インディアで発生し、27名の逮捕者が出た。シンガポールで発生した暴動としては、1969年の華人とマレー人間の人種暴動事件以来、44年ぶりとなった。